# Götafilm
Götafilm, eller GötaFilm AB, är ett produktionsbolag i Göteborg som gör spelfilm, dokumentärfilm och TV-drama. Företaget grundades 1988 av Christer Nilson. Bolaget har även deltagit i internationella samproduktioner.

## Produktioner i urval[2]
- 2016 - Devil´s Bride (långfilm, samproduktion)
- 2016 - Det mest förbjudna (TV-serie)
- 2016 - Paradissviten - The Paradise suite (långfilm, samproduktion)
- 2016 - Pojkarna (långfilm)
- 2015 - Every thing will be fine (långfilm, samproduktion)
- 2015 - Fikon
- 2014 - Vuxen
- 2014 - Ettor Nollor
- 2012 - Bastian
- 2011 – Jag saknar dig (långfilm)
- 2011 – Simon och ekarna (långfilm)
- 2010 – Kaffe i Gdansk (kortfilm)
- 2008 – Jag är bög (kortfilm)
- 2008 – Love (kortfilm)
- 2008 – Maria Larssons eviga ögonblick (långfilm, samproduktion)
- 2007 – Ciao Bella (långfilm)
- 2007 – Saltön 3 (TV–serie)
- 2007 – Saltön 2 (TV–serie)
- 2007 – Upp till kamp (TV–Serie)
- 2007 – Alarm (i samproduktion med)
- 2006 – Offside (långfilm)
- 2005 – Repetitioner (långfilm)
- 2005 – Saltön (TV–serie)
- 2005 – Game Over (långfilm)
- 2004 – 25–årsfesten (kortfilm)
- 2003 – Detaljer (långfilm)
- 2003 – Smala Sussie (långfilm)
- 2003 – Solisterna (TV–film)
- 2003 – Virus i paradiset (TV–serie)
- 2002 – Bäst i Sverige! (långfilm)
- 2001 – De älskande i San Fernando (dokumentärfilm)
- 2001 – Festival (långfilm)
- 2000 – Det nya landet (långfilm)
- 1999 – Min gud varför har du övergivit mig!!?? (kortfilm)
- 1999 – Ungfrúin góða og húsið (kortfilm)
- 1998 – Drakresan (kortfilm)
- 1998 – Sommarsprång (kortfilm)
- 1997 – Asrin (kortfilm)
- 1997 – Dokument rörande filmregissören Roy Andersson (kortfilm)
- 1997 – I landet utanför – med Reza Talebi (kortfilm)
- 1997 – Rullbrädevinter (kortfilm)
- 1997 – Slussen (kortfilm)
- 1996 – On the Waterfront II (kortfilm)
- 1996 – Rusar i hans famn (långfilm)
- 1996 – Tel al Zaatar – vägen tillbaka (kortfilm)
- 1995 – Nadja (kortfilm, i samproduktion med)
- 1995 – Sommaren (långfilm)
- 1994 – Bananbåten (kortfilm)
- 1994 – Bananer (kortfilm)
- 1993 – En dag på stranden (kortfilm)
- 1993 – Konsulten (kortfilm)
- 1993 – Tala! Det är så mörkt (långfilm)
- 1992 – Sprickan (kortfilm)
- 1991 – Under isen
- 1990 – Kurt Olsson – filmen om mitt liv som mig själv (långfilm)